# Jorge Medina Estévez
Jorge Medina Estévez   (Santiago de Xile, 23 de desembre de 1926 - Santiago de Xile, 3 d'octubre de 2021) va ser un cardenal de l'Església catòlica i arquebisbe xilè. Va ser prefecte emèrit de la Congregació per al Culte Diví i la Disciplina dels Sagraments. Va ser el cinquè xilè en arribar al Col·legi de Cardenals.

## Biografia
Fill de Jorge Medina Valderrama i de Sara Estévez Vives. Realitzà els estudis primaris i secundaris al Liceu Alemany de Santiago. Abans d'ingressar al seminari estudià dret a la Pontifícia Universitat Catòlica de Xile, obtenint el batxillerat en arts i biologia.

### Presbiterat
Va ser ordenat prevere el 12 de juny de 1954, estudià filosofia al Seminari Pontifici de Santiago i teologia a la Pontifícia Universitat Catòlica de Xile. Va rebre el doctorat en Teologia i Dret Canònic. Va exercir de professor i degà de la facultat de teologia de la universitat Catòlica. Durant molt de temps va ser canonge penitencier de la catedral de Santiago i, durant alguns anys, jutge del Tribunal Eclesiàstic de Santiago.

### Càrrecs curials
Al 1992 el Papa Joan Pau II el reclamà al Vaticà, ordenant-li participar en la redacció del no Catecisme de l'Església Catòlica. Anteriorment havia participat en la Constitució Eclessia durant el Concili Vaticà II.
Ha estat consultor del Pontifícia Comissió per a la Comissió per a la Interpretació del Codi de Dret Canònic i del Consell Pontifici per a la Família.

### Pro-Gran Canceller de la Pontifícia Universitat Catòlica de Xile
Al 1972 assumí el càrrec de Pro-Gran Canceller de la Pontifícia Universitat Catòlica de Xile, rellevant el cardenal Raúl Silva Henríquez, arquebisbe de Santiago i a qui li corresponia per dret el càrrec de Gran Canceller. Medina per aquella època només era Capellà de Sa Santedat, la qual cosa li permetia ostentar el títol de Monsenyor, tot i que encara no era bisbe. Assumí el càrrec a petició del rector delegat pel règim d'Augusto Pinochet per a La universitat Catòlica, vicealmirall Jorge Swett Madge, donades les desavinences que tenia tant el rector delegat com el govern amb Sílva Henríquez per la defensa que aquest feia dels drets humans dels detinguts pels militars durant aquest període. Per això escolliren pel càrrec a un dignatari que fos afí als militars, desplaçant a Silva Henríquez qui va ser qui, paradoxalment, promogué la carrera eclesiàstica de Medina en nomenar-lo el seu pèrit assistent al Concili Vaticà II, la qual cosa conduiria a Medina a assolir el títol de monsenyor. Cessà en el seu càrrec al 1983, quan Silva Henríquez renuncià al seu càrrec d'arquebisbe de Santiago en complir l'edat límit dels 75 anys per exercir el càrrec. A partir de llavors, el nou arquebisbe, cardenal Juan Francisco Fresno, assumí com Gran Canceller en propietat del seu títol.

### Bisbe de Rancagua
La seva carrera a la Cúria s'inicià formalment l'11 de novembre de 1985, quan el Papa Joan Pau II el designà bisbe auxiliar de Rancagua i titular de Thibilis. De mans de Joan Pau II rebé l'ordenació episcopal al gener de 1986 a la basílica de Sant Pere de Vaticà. El 25 de novembre de 1987, als 60 anys, és nomenat bisbe titular de Rancagua.

### Bisbe de Valparaíso
Sis anys després, el 16 d'abril de 1993, Joan Pau II el nomenà bisbe de Valparaíso. Per decisió papal, monsenyor Medina va fer de secretari de la IV Conferència General de l'Episcopat Llatinoamericà de Santo Domingo al 1992.
Renuncià a la diòcesi de Valparaíso el 21 de juny de 1996 per assumir les noves funcions que se li confiaren com a Pro-Prefecte de la Congregació per al Culte Diví i la Disciplina dels Sagraments.

### Prefecte i Cardenal
Dos anys després, el 23 de febrer de 1998, coincidint amb la seva elevació al Col·legi Cardenalici, va ser elevat al càrrec de Prefecte de la congregació, rebent el títol de cardenal diaca de San Saba. A inicis de desembre de 2002 el cardenal presentà la seva renúncia al càrrec en haver complert els 75 anys (edat màxima estipulada a la constitució apostòlica Pastor Bonus per a càrrecs al Vaticà). Malgrat això, el gener del 2003 el Papa Joan Pau II anuncià que no acceptava la renúncia del cardenal, reafirmant-lo al càrrec. Va seguir ocupant el càrrec en funcions fins a l'1 d'octubre del 2002.

### Cardenal protodiaca
El cardenal Medina va ser designat cardenal protodiaca el 24 de febrer de 2005. En aquesta condició li correspongué anunciar al món, mitjançant la fórmula Habemus Papam, l'elecció del Papa Benet XVI el 19 d'abril de 2005.

### Darrers anys

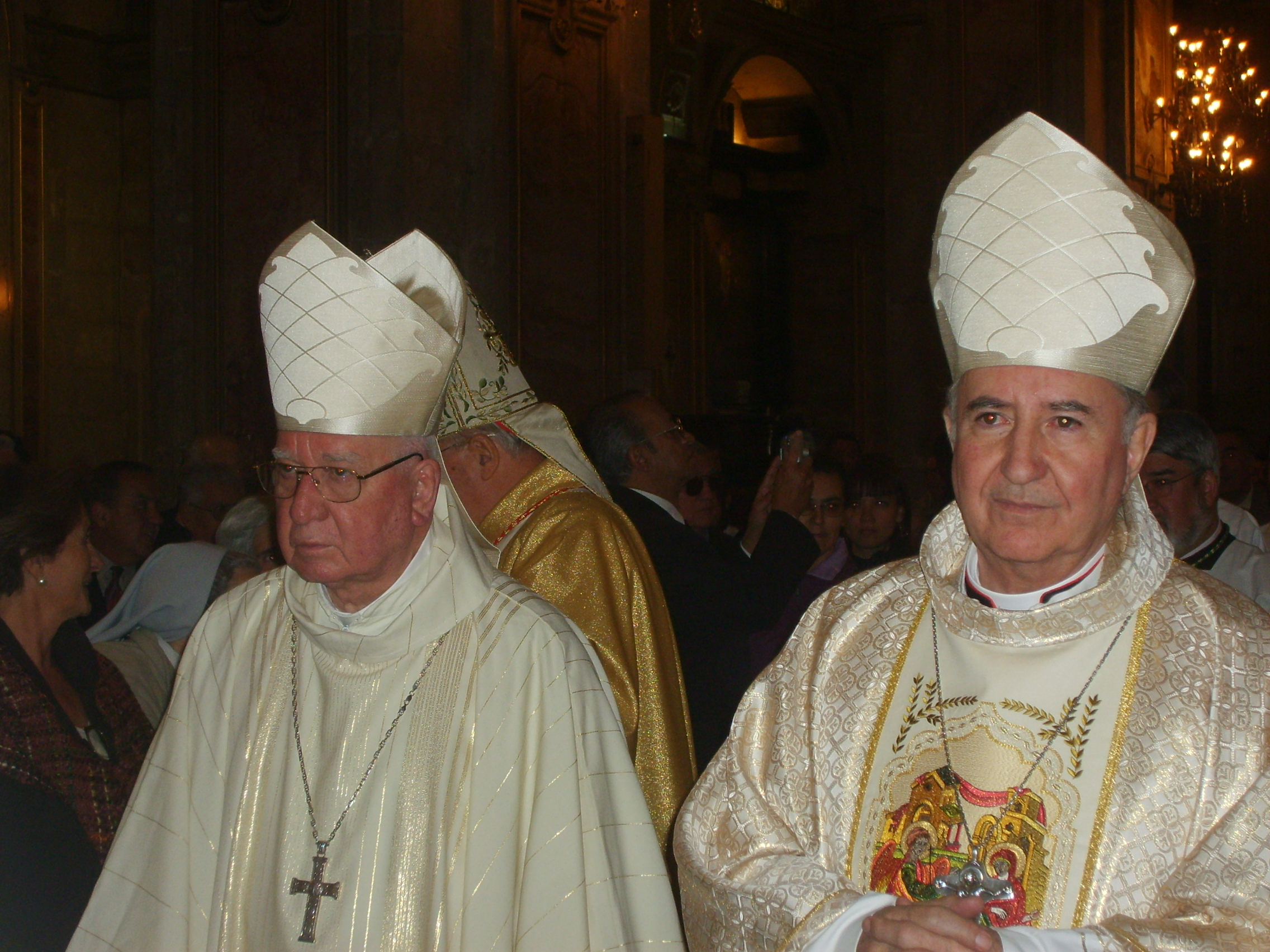
Medina (a l'esquerra) i Francisco Javier Errázuriz Ossa el 2007.

Prefecte emèrit de la Congregació pel Culte Diví i la Disciplina dels Sagraments, Medina a més també va ser membre de les congregacions per al Clergat, per als Bisbes i per a la Doctrina de la Fe; així com dels consells pontificis per a la Família i per als Textos Legislatius, així com de la Comissió Pontifícia Ecclesia Dei pel diàleg amb els tradicionalistes, especialment la FSSPX.
El 3 de març de 2008 la diaconia de San Saba va ser elevada pro hac vice a títol presbiteral, convertint-se així en cardenal prevere.

## Crítiques
Durant anys les seves opinions conservadores, referents a diversos àmbits de la vida pública i privada de Xile, han estat molt qüestionades:

### Suport a Pinochet
Durant la dictadura militar donà suport al govern d'Augusto Pinochet.
L'agost de 1990, el cardenal Medina, qui llavors era bisbe de Rancagua i un vehement adversari de la teologia de l'alliberament, manifestà que «La democràcia no significa automàticament que Déu vulgui portar-la a la pràctica.»
Quan Pinochet va ser detingut a Londres, al 1998, i a petició dels jutges espanyols, el Vaticà, mitjançant les gestions de Medina i de l'Església xilena, desaprovà l'eventual extradició de Pinochet a Espanya i sol·licita al govern britànic que li deixés tornar a la seva pàtria, car aquesta acció constituïa un greuge a la institucionalitzat del país.

### Teologia moral conservadora
Medina, des de la seva època de bisbe a Xile, ha expressat als mitjans de premsa opinions morals conservadores:
- El 1992 considerà satànics els missatges del grup de heavy metal "Iron Maiden",[5] sol·licitant al sost-secretari d'Interior Belisario Velasco que els prohibís l'entrada a Xile per considerar-los un grup que posava en risc la moralitat de la societat i la joventut xilena, la qual cosa no succeí.
- Quan al desembre del 2008 la cantant Madonna visità Xile, Medina l'acusà públicament de «despertar la luxuria» i de «provocar una brutícia al nostre cor».[6]

Són conegudes les seves al·lusions a temes de moral sexual i familiar sota postures conservadores. Entre alguns exemples, està el seu atac contra les JOCAS (Jornades de Converses sobre Afectivitat i Sexualitat), que proposà el govern d'Eduardo Frei Ruiz-Tagle, quan era arquebisbe de Valparaiso. Anys després, l'any 2001, sent ja prefecte de la Congregació pel Culte Diví, correspongué la visita del President Ricardo Lagos Escobar al Papa Joan Pau II, davant la qual Medina senyalà davant la premsa que considerava «una bogeria autoritzar a un catòlic a sufragar per qui pensa el contrari a les seves creences. Estaríem a un món d'esquizofrènics.»

### Cas Karadima
Referint-se al cas de l'any 2011, en que el sacerdot Fernando Karadima va ser condemnat pel Vaticà per abusos sexuals, el cardenal Medina va fer unes declaracions controvertides, emfatitzant la diferència entre un nen i un adolescent, i argumentant així que l'abús contra certs menors d'edat no haurien de considerar-se casos de pedofília sinó d'homosexualitat, que no és delicte per a la justícia civil, però sí per a la canònica, argumentant que l'abús d'un nen de 8 ó 9 anys és molt pitjor car l'adolescent és conscient de la naturalesa homosexual de l'acte:
| «                      | Ara, menor és algú que no hagi complert els divuit anys. Malgrat això, i amb el degut respecte vers les lleis del mau país, és molt diferent un nen de vuit o nou anys que un de disset. Un noi de disset sap què fa. | » |
| — Jorge Medina Estévez | |   |

### L'homosexualitat
Jorge Medina ha realitzat en diverses ocasions comentaris controvertits respecte l'homosexualitat. En una entrevista concedida a Radio Biobío, per exemple, afirmà que:
| «                 | Una persona amb tendència homosexual ha d'evitar el contacte amb altres persones homosexuals. | » |
| — Cardenal Medina |                                                                                               |   |

A la mateixa entrevista afirmà que la tendència homosexual en si mateixa no és pecaminosa, però sí que ho és la pràctica homosexual, en perfecta concordància amb el qual ensenya el Catecisme de l'Església Catòlica i tots els documents de l'Església.

### Controvèrsies respecte el nou ritual de l'exorcisme
Al 1999 Jorge Medina publicà el nou "Ritual d'Exorcisme", que havia estat preparat majoritàriament pel seu antecessor, el cardenal Eduardo Martínez Somalo. Malgrat això, el pare Gabriele Amorth, exorcista de la diòcesi de Roma, senyalà al 2004 que el nou Ritual era «una farsa», car exigia «tenir proves mèdiques de que l'afectat no pateix cap altre mal i s'ha de tenir la certesa que està endimoniat, quan l'única manera per saber-ho és practicant l'exorcisme» i que la «nova fórmula creada per revertir els maleficis és inoperant»
Va haver un intent de salvar aquest escull quan el cardenal Joseph Ratzinger autoritzà els exorcistes, sota un indult concedit a petició dels mateixos, la utilització del ritual de 1614 si ho desitjaven. Però aquest intent dels cardenals no va tenir èxit. Finalment, el cardenal Medina optà per proporcionar una notificació per separat que expressava que si un exorcista, per mitjà del bisbe, demana autorització per fer servir el ritual antic, la congregació "gustosament" li donaria, la qual cosa va ser qualificat i agraït com a "taula de salvació" pel pare Amorth.

## Obres
- En las manos del Padre.  Zig - Zag, 1993. ISBN 978-956-12-0799-8.
- Jorge Medina Estévez; Joaquín García-Huidobro Correa. Y los creó varón y mujer. Escritos sobre el matrimonio y la familia.  Pontificia Universidad Católica de Chile, 1997. ISBN 978-956-14-0460-1.
- Este es el Sacramento de la Fe. La Fe y la Eucaristía en la Iglesia Católica.  Pontificia Universidad Católica de Chile, 1999. ISBN 978-956-14-0537-0.
- El beato Juan Diego.  Editorial Nueva Patris, 1992. ISBN 978-956-246-092-7.
- La esperanza cristiana de la Resurrección.  Pía Sociedad de San Pablo, 1992. ISBN 978-956-256-067-2.
- Seis catequesis para tiempos de nueva evangelización.  Pía Sociedad de San Pablo, 1993. ISBN 978-956-256-112-9.
- La Confirmación. 3.  Pía Sociedad de San Pablo, 1994. ISBN 978-956-256-154-9.
- ¿Te vas a confesar?. 8.  Pía Sociedad de San Pablo, 1994. ISBN 978-956-256-184-6.
- Señor, ¿quién eres tú?.  Pía Sociedad de San Pablo, 1995. ISBN 978-956-256-192-1.
- La vida eterna.  Paulinas Centro Pastoral de Comunicación, 2009. ISBN 978-956-290-124-6.
- Anotaciones de metafísica. Estudios sobre Aristóteles y Tomás de Aquino.  Universidad Santo Tomás, 2005. ISBN 978-956-7946-06-8.